# Obecní dům čp. 1 (Kukleny)
Obecní dům – dům čp. 1, který se nachází v Pražské třídě v Kuklenách, místní části města Hradec Králové. Bývá též znám jako tzv. Boučkův dům.

## Historie
Roku 1776 si Jan Antonín Götz koupil vedle stěžerské cesty pozemek, na němž vystavěl malý domek. Naproti za cestou si navíc zřídil jirchářskou dílnu. Svůj veškerý majetek odkázal roku 1787 Josefu Götzovi a dceři Barboře. V roce 1802 koupil čp. 1 Václav Adamíra z Černilova, který zemřel roku 1828. Jeho syn František Adamíra prodal dům v roce 1846 a jeho novým majitelem se stal Jan Bouček, po němž následovali Čeněk Bouček (zemřel 15. září 1881), který roku 1880 postavil při čp. 1 skladiště a sýpku, a obec, která zde umístila obecnou školu (východní obvod) a hospodářskou školu, přičemž současný dům byl vystavěn v roce 1875.
Zde je třeba zmínit, že obec splácela dluh vzniklý koupí čp. 1 od Boučkových dědiců (1884) a jeho úpravou pro školní účely (26 376,14 zl.) od roku 1885 do roku 1894, kdy byl zbytek dluhu uhrazen směnkou a dům čp. 1 a 1a trvale věnován obcí účelům veřejné školy. Dům však byl prost dluhů až koncem roku 1899, kdy byl dluh skutečně uhrazen. Od té doby byl ve vlastnictví obce a byl využíván ke školním účelům.
Dnes dům patří městu Hradci Králové a je využíván zejm. k nájemnímu bydlení. Zároveň se v budově nacházejí 1. třídy, školní jídelna a školní družina ZŠ a MŠ Kukleny, přičemž prostory družiny vznikly rekonstrukcí půdní části objektu.